# Jagdschloss Sachsenburg

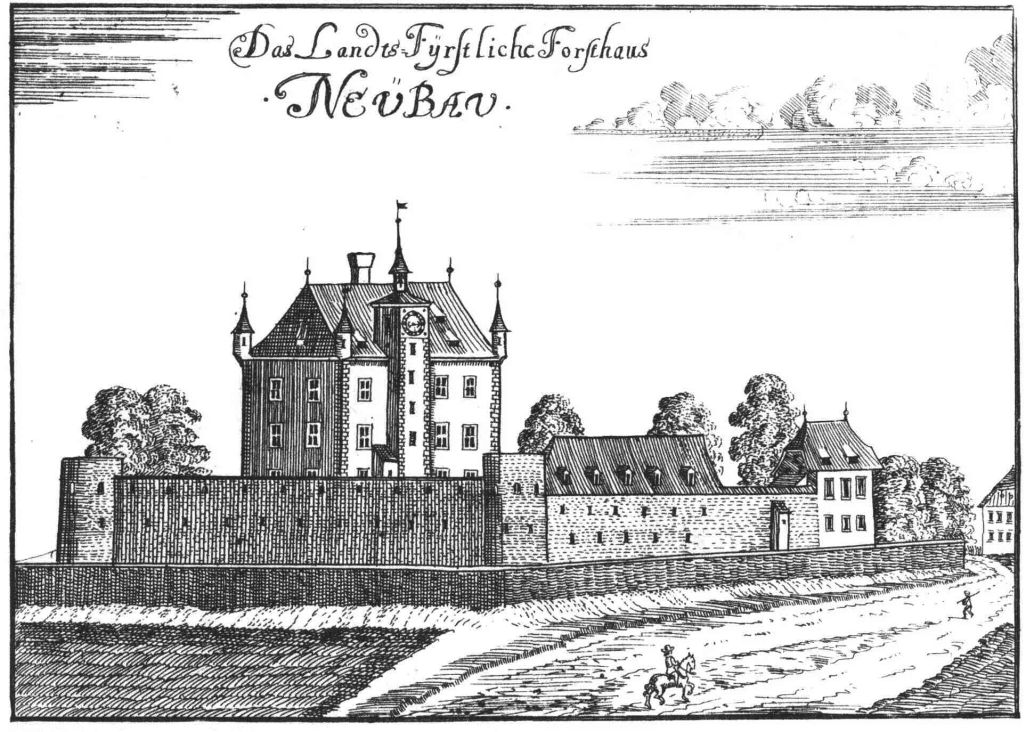
Jagdschloss Sachsenburg nach einem Kupferstich von Georg Matthäus Vischer von 1674

Das kaiserliche Jagdschloss Sachsenburg befand sich in dem Ortsteil Neubau der Gemeinde Hörsching im Bezirk Linz-Land. Das Schloss heißt, wie man auf dem Stich von Georg Matthäus Vischer sehen kann, wegen dieser örtlichen Lokalisierung auch Schloss Neubau, Neu-Sachsenburg bzw. wegen seiner Zweckwidmung Landesfürstliches Forsthaus Neubau.

## Geschichte von Jagdschloss Sachsenburg
Wann genau der Wildbann des ehemaligen Steyregger Jagdgebietes am Kürnberg an den Landesfürsten kam, ist nicht bekannt, vermutlich war dies um 1512 der Fall. Um die Jagdmöglichkeiten auf dem Kürnberg zu nutzen, ließ Kaiser Maximilian I., der ein passionierter Jäger war, zwischen 1515 und 1518 in der Ortschaft Neubau ein Jagdschloss errichten. Verwendet wurde dabei eventuell das Abbruchmaterial der Burg Kürnberg (bzw. der sog. Altsachsenburg). Diese Deutung ist allerdings umstritten, es kann auch gut sein, dass das Material einfach vom Gipfel des Kürnbergs genommen wurde.
Die Sachsenburg war während des Bauernaufstandes von 1525 heftig umkämpft, wurde aber von Hauptmann Schifer erfolgreich verteidigt. 1752 gelangte die Sachsenburg an das Stift Kremsmünster. 1802 wurde das Gebäude an Johann Minimayr verkauft. Dieser ließ es bis auf ein Stockwerk abtragen; dieser Restbau wurde als ärarischer Pulverturm verwendet.

## Beschreibung
Wie man aufgrund des Stiches von Georg Matthäus Vischer sehen kann, war Schloss Neubau ein hohes dreigeschoßiges Gebäude mit vier Scharwachttürmen an den Ecken sowie einem in der zweiten Fensterachse sich befindlichen, etwas aus dem Gebäude herausspringenden Uhrturm. Die das Schloss umgebende Mauer besaß an den Ecken jeweils einen wehrhaften Turm.
Von dem Schloss war nur mehr als geringfügiger Rest das gegenüber der Kaserne liegende sogenannte „Kellerstöckl“ übrig geblieben. Bis vor dem Zweiten Weltkrieg soll auf dem Giebel des Kellerstöckls eine Tafel mit folgender Aufschrift angebracht gewesen sein:
```
Saxnburg bin ich genant vor tausnt Jarn Am Körnberg wol pekant.
```

Diese Tafel soll ursprünglich über dem Eingang zum Schloss gehangen haben, jetzt befindet sie sich an einem Wohnhaus im Sachsenburgweg. Auch das Kellerstöckl ist vor einigen Jahren demoliert worden. In den umliegenden Gärten kommen bisweilen noch Fundamentmauern der Sachsenburg zum Vorschein.